# Eugen Wiesberger Jr.
Eugen Wiesberger Jr. (ur. 30 grudnia 1933 w Linzu; zm. 2 maja 1996) – austriacki zapaśnik walczący w stylu wolnym. Trzykrotny olimpijczyk. Szósty w Melbourne 1956, ósmy w Rzymie 1960 i Tokio 1964. Startował w kategoriach 87–97 kg. Zajął piąte miejsce na mistrzostwach świata w 1963 i siódme w 1955 roku. W latach 1978–1986 kontynuował karierą jako zawodowiec. Stoczył sześć walk, jedną wygrał.
- Turniej w Melbourne 1956

Pokonał Australijczyka Victora Muchę, a przegrał z Amerykaninem Dale’em Thomasem i Szwedem Karlem-Erikiem Nilssonem.
- Turniej w Rzymie 1960

Wygrał z Francuzem Maurice’em Jacquelem i Japończykiem Shuntą Ishikurą. Przegrał z Rumunem Gheorghem Popovicim i Kralim Bimbałowem z Bułgarii.
- Turniej w Tokio 1964

Zwyciężył zawodnika Korei Południowej Gang Du-mana i RFN Heinza Kiehla. Uległ Finowi Aimo Mäenpää i Rumunowi Nicolae Martinescu.
Był synem Eugena Wiesbergera Seniora, zapaśnika i olimpijczyka z igrzysk w Amsterdamie 1928.